# Hippopsis rabida
Hippopsis rabida är en skalbaggsart som beskrevs av Maria Helena M. Galileo och Martins 1988. Hippopsis rabida ingår i släktet Hippopsis och familjen långhorningar. Inga underarter finns listade i Catalogue of Life.